# الواطي (الجميمة)

تعديل مصدري - تعديل

الواطي هي إحدى قرى عزلة ظهاى بمديرية الجميمة التابعة لمحافظة حجة، بلغ تعداد سكانها 642 نسمة حسب تعداد اليمن لعام 2004.